# Dansk Botanisk Arkiv
Dansk Botanisk Arkiv var et dansk blandet videnskabeligt tidsskrift eller monografiserie omhandlende botanik, udgivet af Dansk Botanisk Forening fra 1913 til 1980. Det indeholdt artikler på dansk, tysk, engelsk og fransk.
I 1980 blev det lagt sammen med Botaniska Notiser Supplement under navnet Opera Botanica, som siden da har været monografiserie for Nordic Journal of Botany.